# حبيب الله بن قرين

حبيب الله بن صالح بن علي البصري الأحسائي يعرف عمومًا بـحبيب الله بن قُرَيْن (ق. 1858 - 16 يناير 1944) (ق. 1275 -  21 محرم 1363) فقيه جعفري عراقي - سعودي. ولد في قرية كردلان إحدى قرى مدينة البصرة  في عائلة أحسائية ونشأ بها.  تلقى دروسه في النجف على علمائها، وقد أجيز من أساتذته، وهم فتح الله الإصفهاني، ومحمد بن عبد الله العيثان، وناصر الأحسائي وموسى الإحقاقي. سافر إلى الكويت عالمًا ومرجعًا للتقليد للأحسائيين المقيمين بها. بعد مدة انتقل إلى البصرة وسكن في مسقط رأسه  وأصبح زعيمًا ومرجعًا للتقليد. ثم هاجر إلى وطن آبائه الأحساء، وظل بها مرجعًا حتى وفاته. كان شيخيًا في اتجاهه، وله عدة مؤلفات. 

## نسبه وأسرته
هو حبيب الله بن صالح بن علي بن صالح بن محمد بن محسن بن علي بن محمد بن أحمد البصري الأحسائي. آل بن  قُرَيْن هي أسرة أحسائية وموطنهم فيها مدينة الهفوف بحي النعاثل، ومنها هاجر بعضهم إلى الكويت والبصرة. وآل بن قرين هم غير آل القريني، الأسرة الأخرى في الهفوف أيضًا. ويرى محمد علي التاجر أن حبيب بن قرين هو من نفس عائلة أحمد المحسني، ولكن جواد بن حسين الرمضان يرفض رأيه وقال إنه لا صلة بين العائلتين. وقال هاشم محمد الشخص بأنه لا يستعبد صحة كلام محمد علي التاجر ولا يوجد دليل واضحًا على خلافه. 

## سيرته
ولد حبيب الله بن قرين في قرية گردلان الواقعة على ساحل شط العرب قبالة العشار من توابع البصرة في حدود سنة 1275 هـ/ 1858 م ونشأ فيها وقضى أيام شبابه الأولى بها. تلقى دروسه في النجف على علمائها، وقد أجيز من أساتذته في الدراية والرواية، وهم فتح الله الإصفهاني، ومحمد بن عبد الله العيثان، وناصر الأحسائي وموسى الإحقاقي.

وبعد أن أكمل دراسته في النجف وبرز في الفقه، سافر إلى الكويت عالمًا ومرجعًا للتقليد للأحسائيين المقيمين بها. بعد مدة انتقل إلى البصرة وسكن في مسقط رأسه گردلان وأصبح زعيمًا ومرجعًا للتقليد. 

لما توفي ناصر بن هاشم الأحسائي، رجع معظم أحسائيين الشيعة في تقليدهم إليه وبعد طلب منهم رحل بن قرين إلى الأحساء في 1361 هـ/1942 م وأقام فيها مرجعًا ومرشدًا. ومرجعيته كان لها أثر كبير. 

توفي حبيب بن قرين في بيته في الهفوف بعد منتصف ليلة الإثنين 21 محرم 1361/ 16 يناير 1944 عن عمر ناهز 90 عامًا. ودفن بها. وأقيمت له مجالس تأبينيه في بلدان الخليج والبصرة ونعاه عدد كبير من الشعراء بقصائد. من أبناء هو موسى، خلف أباه في إمامة الجامعة بمسجدهم في گردلان. وله ذرية في الكويت أيضًا. 

## خلافات معه
حين كان في الكويت، وقع خلافات بينه وبين محمد مهدي القزويني. وكتب القزويني في الرد عليه كتابًا سماه بوار الغالين وطبعه سنة 1332 هـ/ 1913 م. واستمر في معارضته للحبيب بن قرين الذي كان أصوليًا شيخيًا، بعد أن أنتقلوا إلى البصرة، قام محسن الفضلي بجمعهما في مجلسه، وتم الصلح بينهما.  كتب بن قرين في ربيع الأول 1349 هـ بيانًا وضّح آخره بأنه «أبرأ إلى الله من كل معتقد للشيخية ليس معتقدًا للشيعة وإنى في الاستنباط أصولي.»

## مؤلفاته
كتب حواشي متفرقة على جمعة من الكتب، والرسائل وأجوبة المسائل، وكتاب في الرد على البهائية، ورسالة مختصرة في العقائد. من مؤلفاته منفردة:
- مناسك الحج
- دعوى وحدة الناطق، أدلة بطلانها من كتب الشيخ الأحسائي والسيد الرشتي جمعه وحققه عبد المنعم العمران.
- نعم الزاد ليوم المعاد وهي رسالة علمية له طبعت في النجف.
- منار رفع الشبهات عن اختصاص التقليد بالأحياء دون الأموات